# Film creștin
Filmul creștin este un film cu buget mic al cărui scenariu este inspirat de unele texte biblice creștine, care prezintă teme morale sau mesaje creștine și care este produs pentru publicul creștin. 
Filme ca The Chronicles of Narnia: The Lion, the Witch and the Wardrobe, The Ten Commandments sau The Book of Eli pot fi considerate ca prezentând câteva caracteristici ale filmelor creștine dar nu fac parte din industria de filme creștine deoarece au buget mare și sunt distribuite la nivel mondial.
Filmele din această industrie sunt produse de creștini prin companii independente care vizează în principal o audiență creștină. 
Fireproof produs de Sherwood Pictures' Fireproof este un film creștin și a fost filmul independent cu cele mai mari încasări din 2008. 